# Gene Kelly
Eugene Curran „Gene” Kelly (n. 23 august 1912 - d. 2 februarie 1996) a fost un actor, cântăreț, coregraf, dansator, producător de film și regizor american.
Una dintre cele mai importante figuri ale dansului în film, Kelly a fost cunoscut mai ales pentru stilul său energetic și atletic, prezența sa fizică agreabilă și personajele de tipul "eroi pozitivi" pe care le-a interpretat pe marele ecran. Deși  este mai cu seamă cunoscut pentru rolul său din musicalul Cântând în ploaie (conform, Singin' in the Rain), Kelly a fost una din forțele majore ale filmelor muzicale ale Hollywood-ului anilor 1940 și până la sfârșitul 1950, când realizarea filmelor de acest tip a manifestat un  declin accelerat datorat parțial pierderii interesul publicului, dar mai ales datorită omniprezenței televiziunii în toate aspectele societății americane. Numeroasele sale inovații au transformat semnificativ industria filmului musical, iar Kelly însuși este creditat ca fiind acela care a reușit să prezinte baletul în forme comerciale acceptabile pentru audiențe largi.
Kelly a primit Academy Honorary Award în anul 1952 pentru realizările întregii sale cariere. Ulterior, a primit alte semne de recunoaștere ale carierei sale din partea a Kennedy Center Honors, a actorilor, Screen Actors Guild, și a American Film Institute. În anul 1999, această instituție, American Film Institute, l-a numit Greatest Male Stars of All Time, unul dintre cei mai importanți actori ai tuturor timpurilor.

## Biografie

### Viață timpurie
Gene a fost al treilea fiu al lui James Kelly, vânzător de fonografe, și a lui Harriet Curran, amândoi fiind copii de imigranți irlandezi Romano-Catolici. S-a născut în cartierul Highland Park din Pittsburgh, Pennsylvania, U.S..

## Filmografie selectivă

### Ca actor
- 1944 Cover Girl
- 1944 Vacanță de Crăciun
- 1945 Anchors Aweigh
- 1946 Ziegfeld Follies
- 1949 On the Town
- 1951 Un american la Paris
- 1952 Cântând în ploaie
- 1955 It's Always Fair Weather
- 1957 Fetele (Les Girls) , regia George Cukor
- 1960 Procesul maimuțelor
- 1967 Domnișoarele din Rochefort
- 1980 Xanadu

### Ca regizor
- 1949 În oraș (On the Town), co-regie cu Stanley Donen
- 1952 Cântând în ploaie (Singin' in the Rain), co-regie cu Stanley Donen
- 1955 E întotdeauna vreme frumoasă (It's Always Fair Weather), co-regie cu Stanley Donen
- 1956 Invitație la dans (Invitation to the Dance)
- 1957 Drumul fericirii (The Happy Road)
- 1958 Tunelul dragostei (The Tunnel of Love)
- 1962 Gigot
- 1967 Ghidul bărbatului însurat (A Guide for the Married Man)
- 1969 Hello, Dolly!
- 1970 The Cheyenne Social Club (The Cheyenne Social Club)
- 1976 Hollywood, Hollywood (That's Entertainment, Part II)

## Galerie

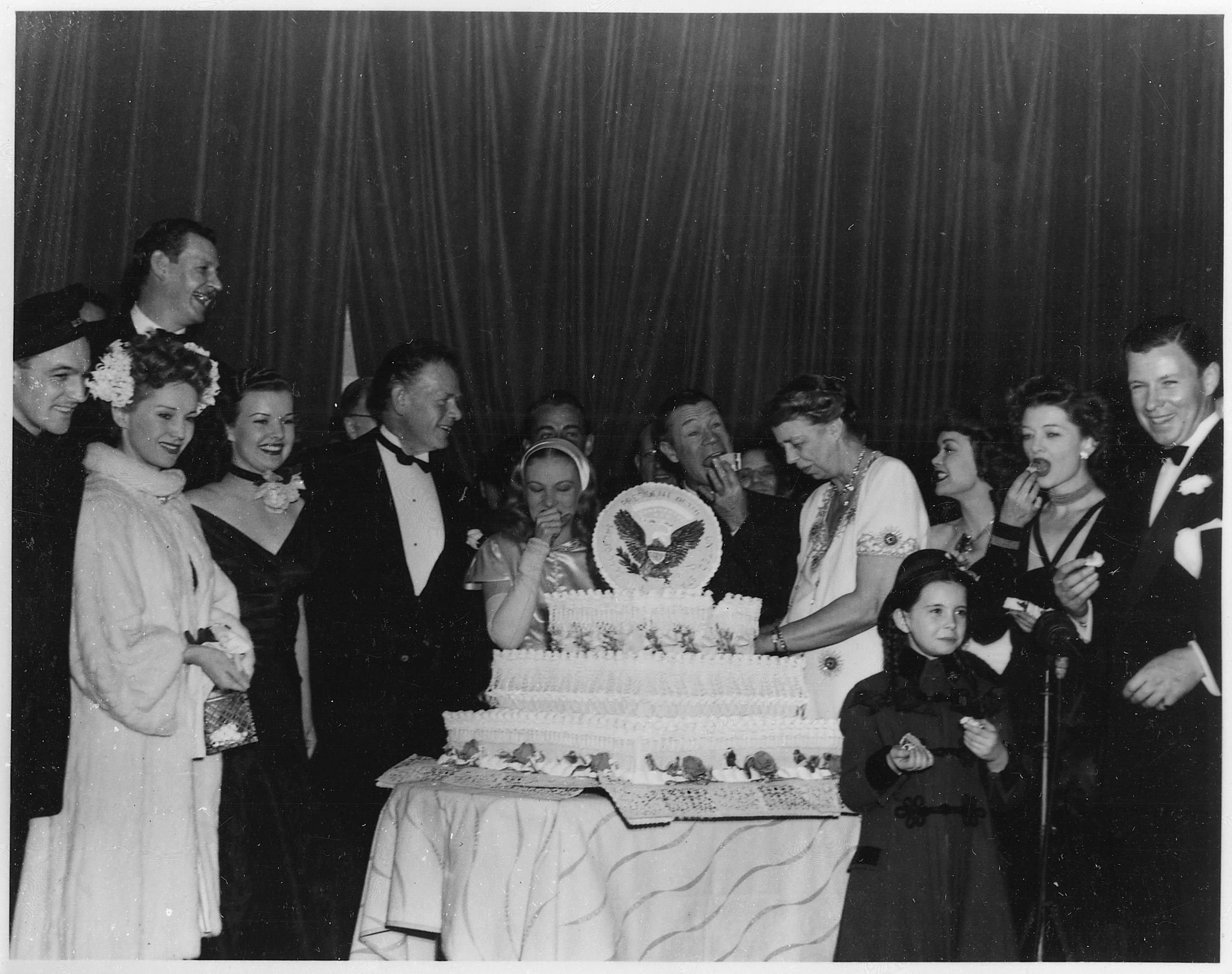
Gene Kelly alături de Eleanor Roosevelt, ianuarie 1945
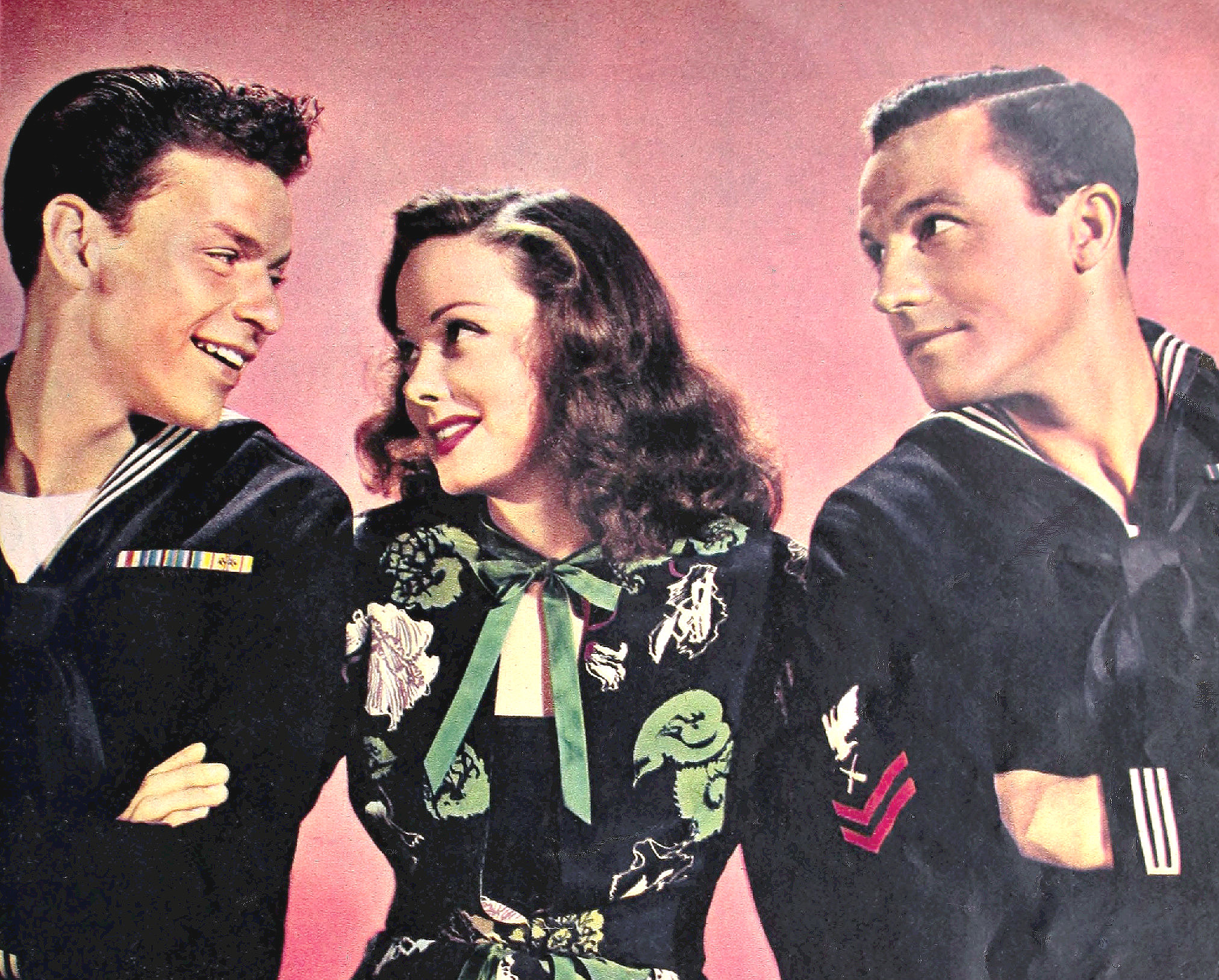
Frank Sinatra, Kathryn Grayson și Gene Kelly în Anchors Aweigh (1945)
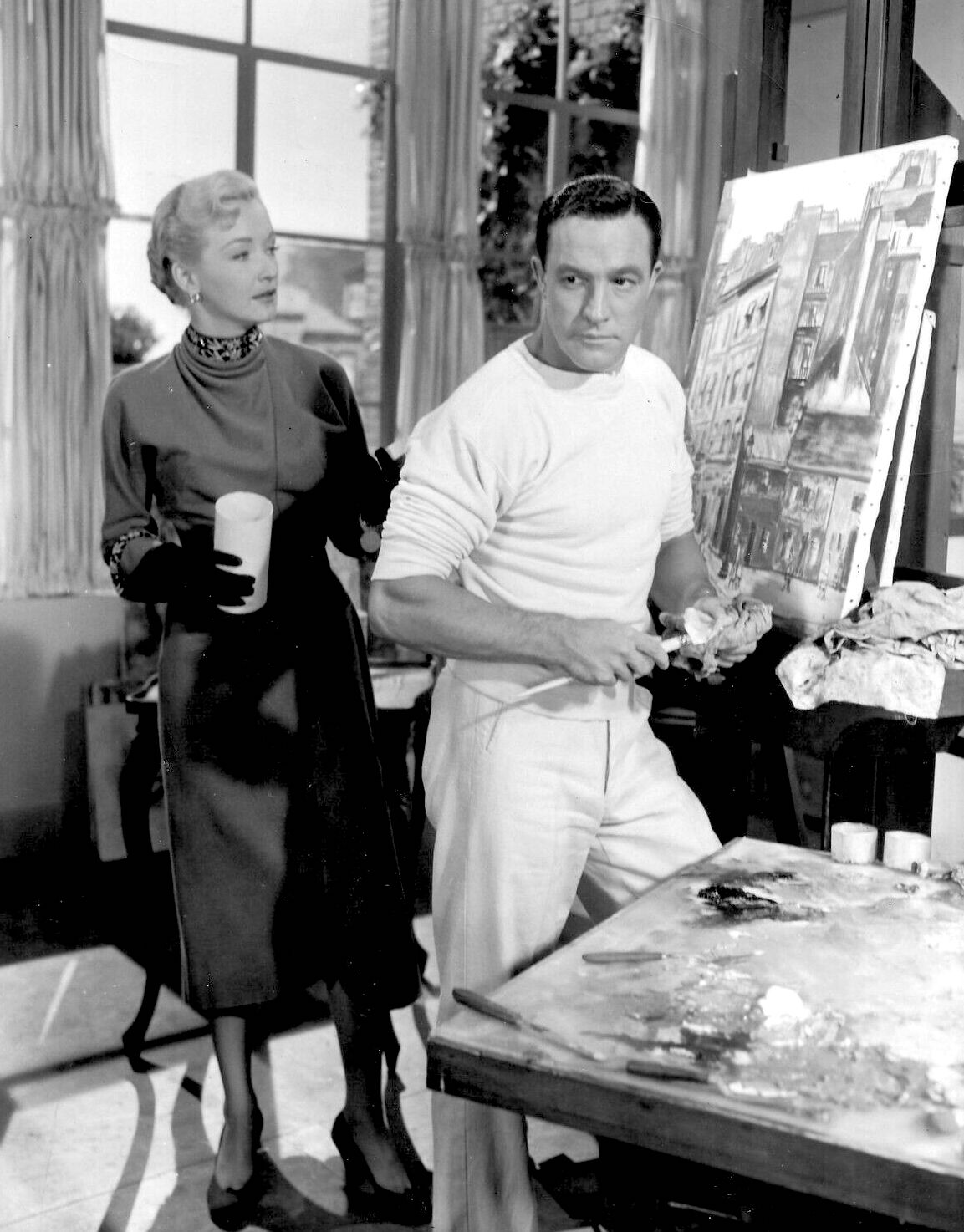
Nina Foch și Gene Kelly în An American in Paris (1951)
Gene Kelly în 1986